# Synsepalum
Synsepalum är ett släkte av tvåhjärtbladiga växter. Synsepalum ingår i familjen Sapotaceae.

## Bildgalleri

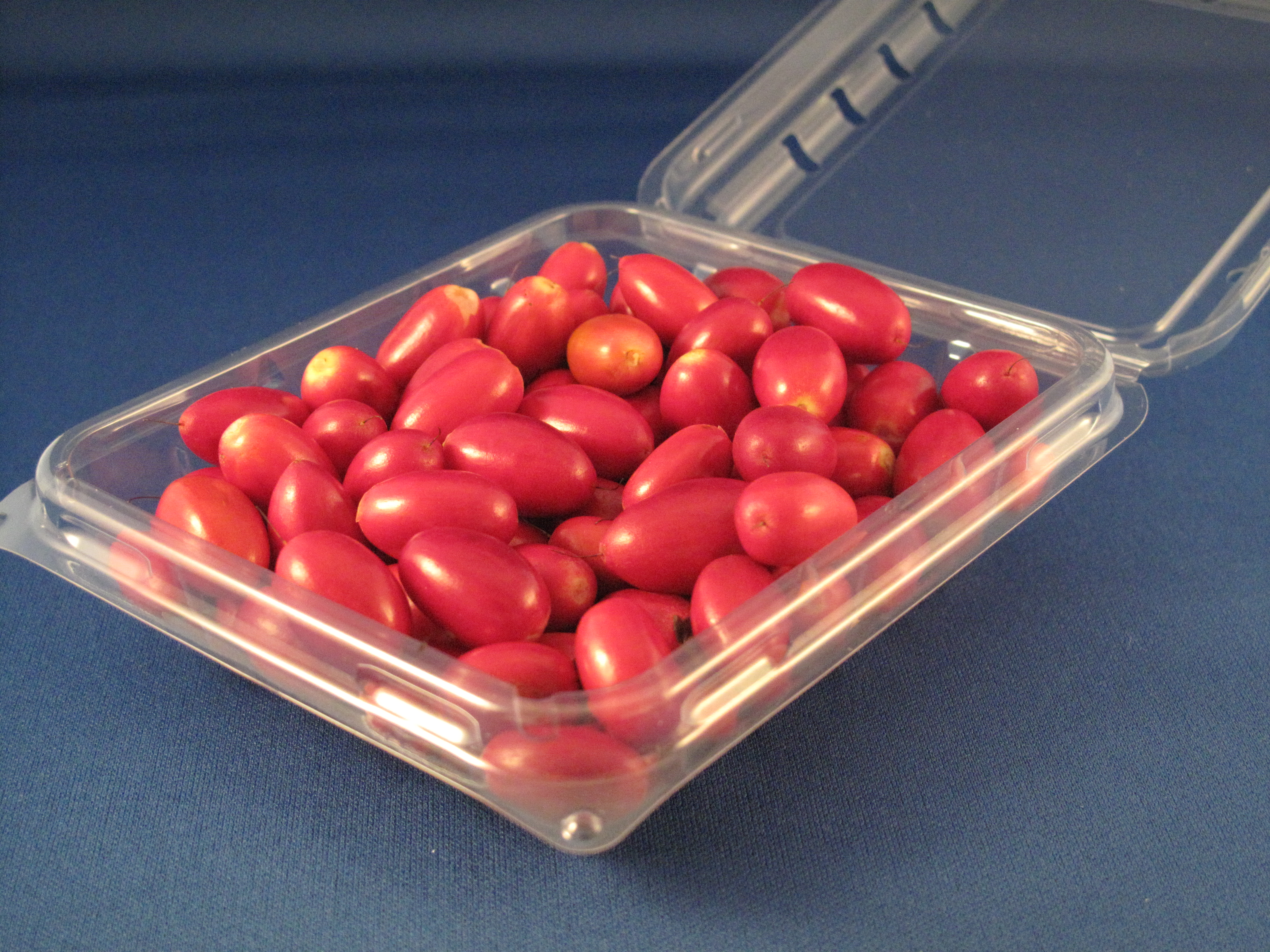
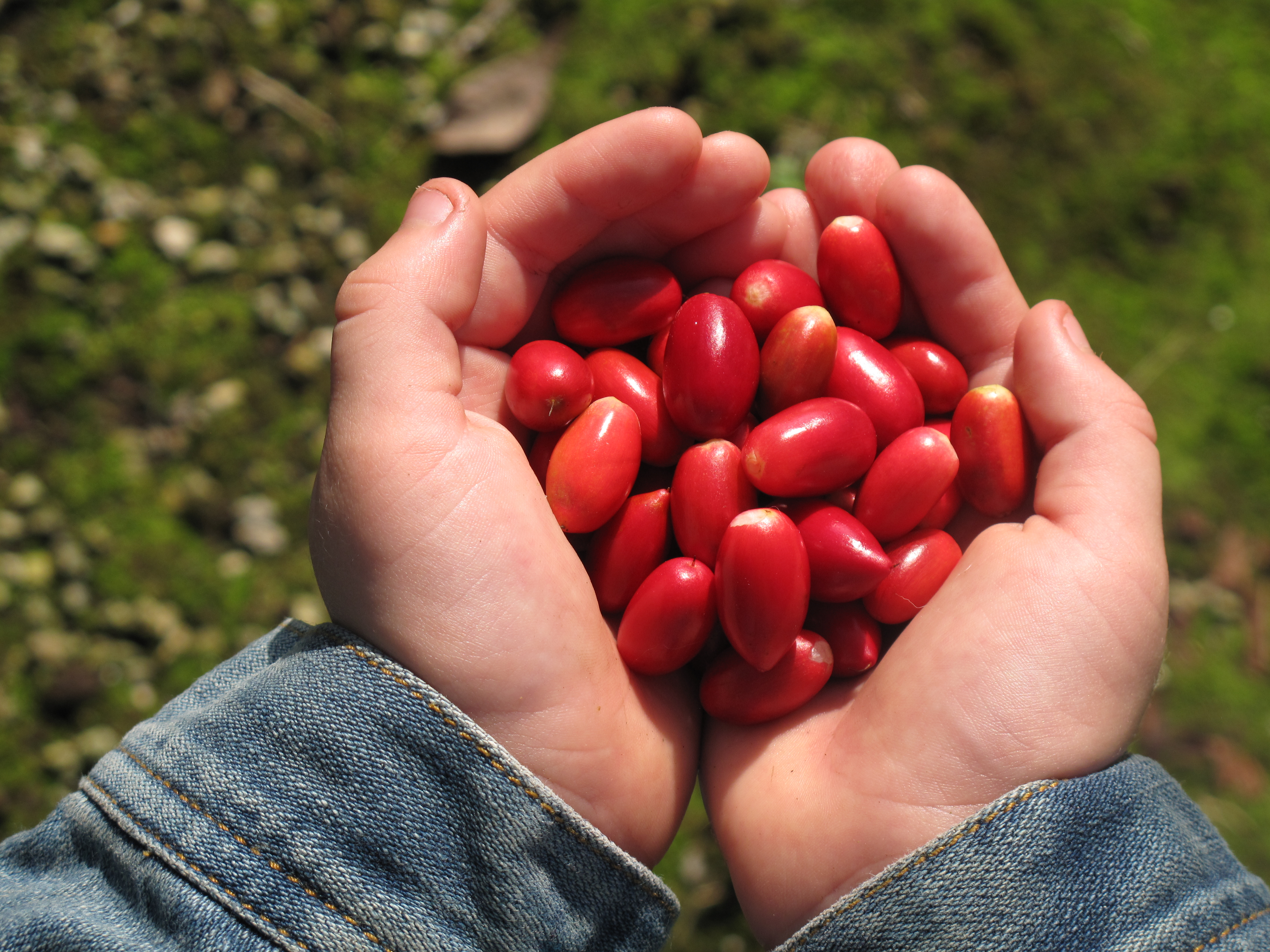
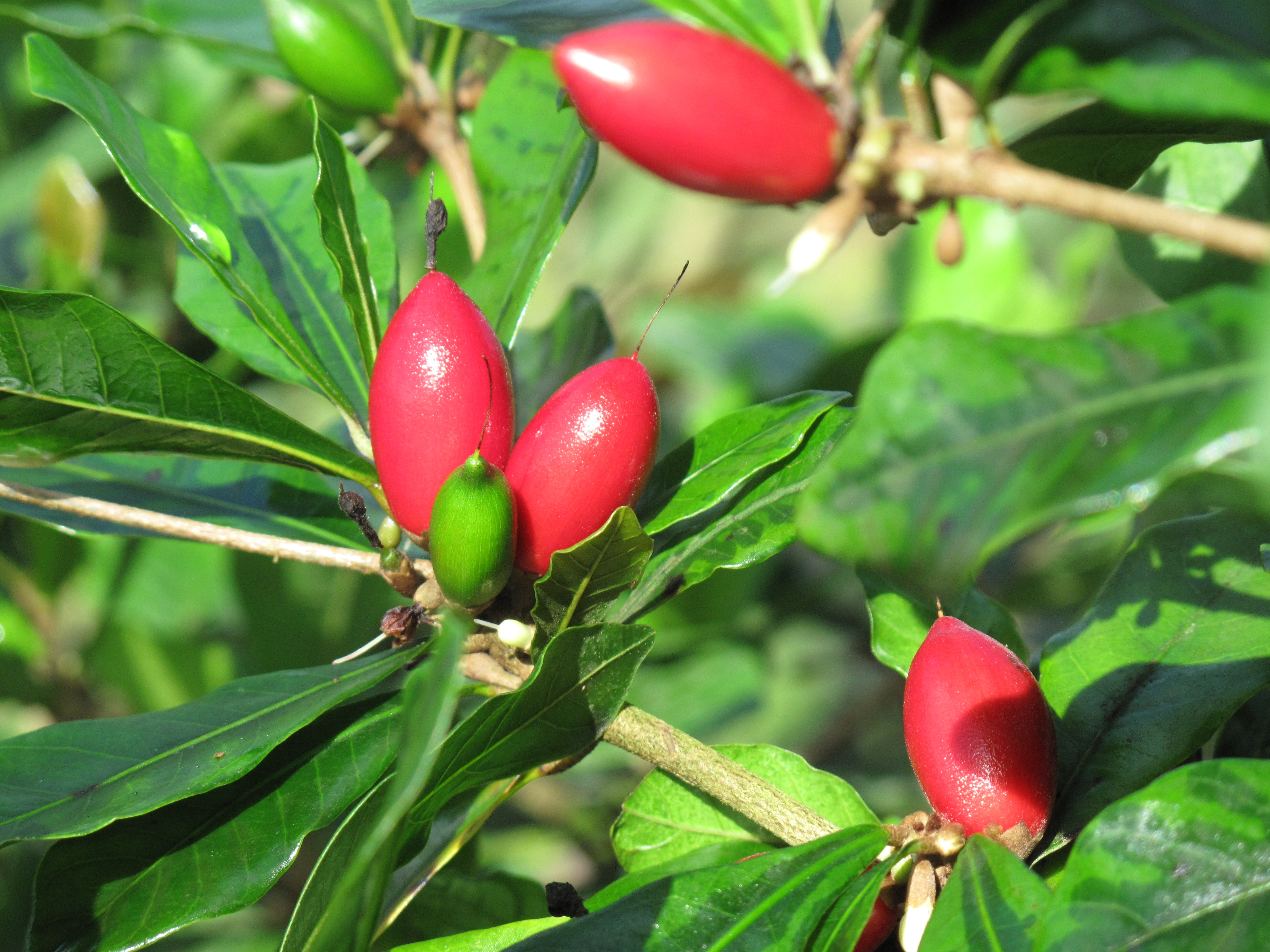
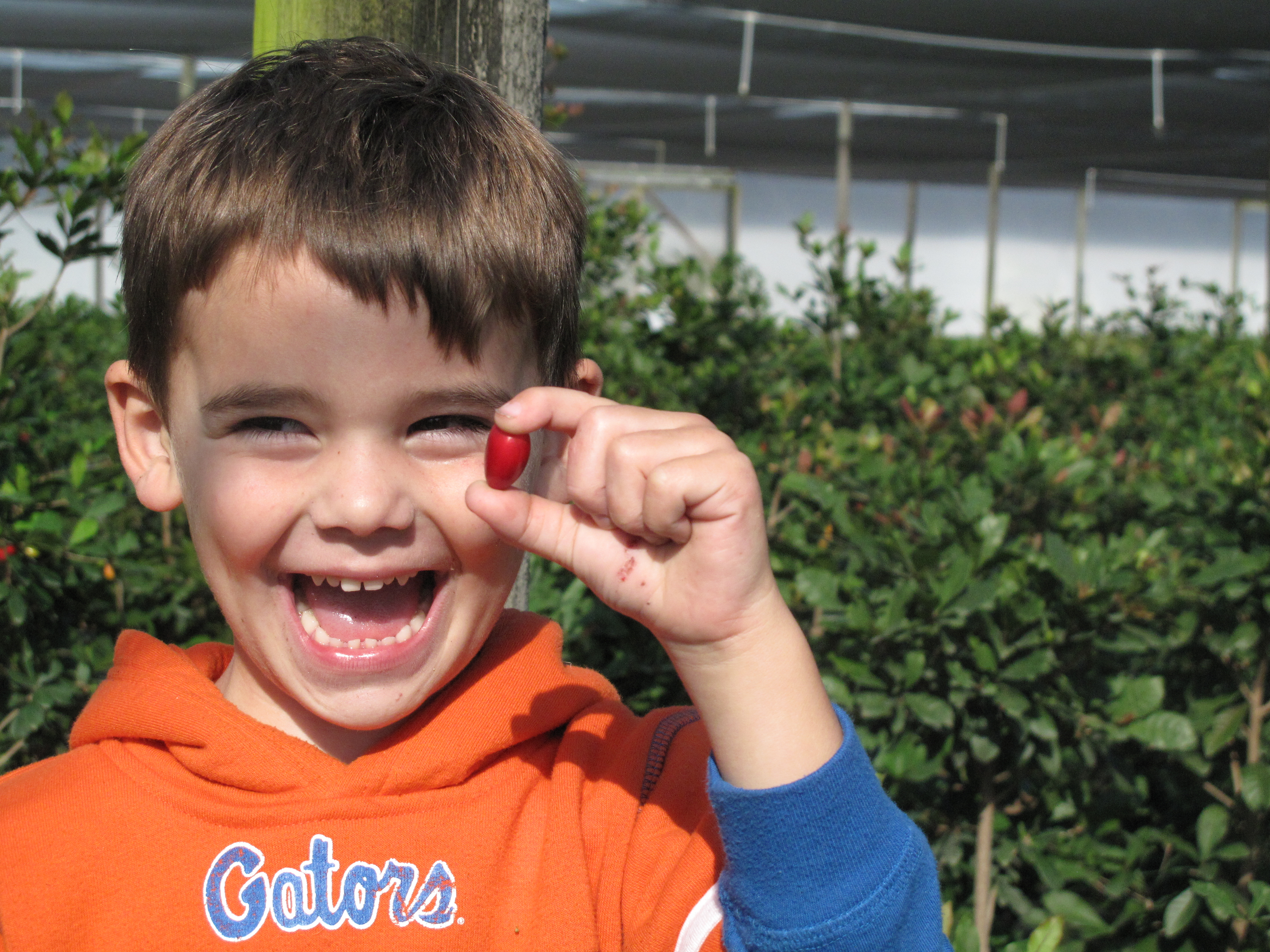
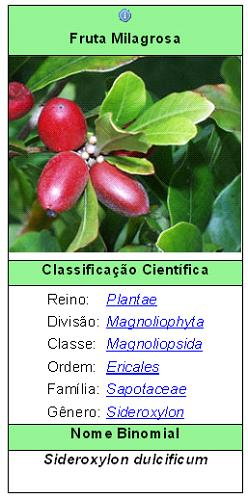
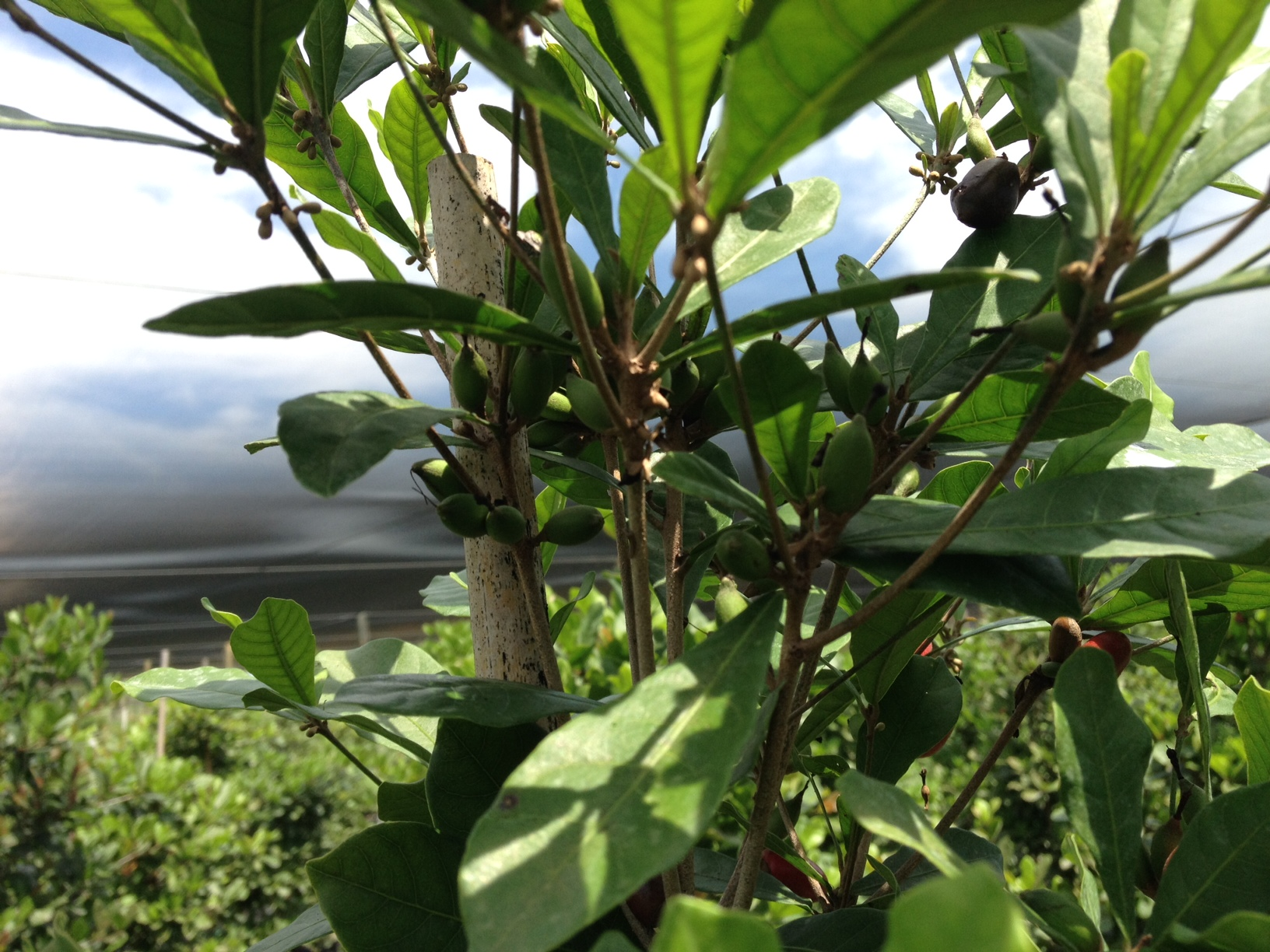

## Dottertaxa tillSynsepalum, i alfabetisk ordning[1]
- Synsepalum afzelii
- Synsepalum aubrevillei
- Synsepalum batesii
- Synsepalum bequaertii
- Synsepalum brenanii
- Synsepalum brevipes
- Synsepalum buluensis
- Synsepalum carrieanum
- Synsepalum cerasiferum
- Synsepalum congolense
- Synsepalum dulcificum
- Synsepalum fleuryanum
- Synsepalum gabonense
- Synsepalum kassneri
- Synsepalum lastoursvillense
- Synsepalum laurentii
- Synsepalum le-testui
- Synsepalum letouzei
- Synsepalum msolo
- Synsepalum muelleri
- Synsepalum nyangense
- Synsepalum ogouense
- Synsepalum ovatostipulatum
- Synsepalum oyemense
- Synsepalum passargei
- Synsepalum pobeguinianum
- Synsepalum revolutum
- Synsepalum seretii
- Synsepalum stipulatum
- Synsepalum subcordatum
- Synsepalum subverticillatum
- Synsepalum tomentosum
- Synsepalum tsounkpe
- Synsepalum ulugurense
- Synsepalum zenkeri